# 池永陽
池永 陽（いけなが よう、1950年 - ）は、日本の小説家。岐阜県山県市在住。

## 経歴
愛知県豊橋市生まれ。岐阜県立岐南工業高等学校卒業。グラフィックデザイナー、コピーライターなどを経て、1998年「走るジイサン」で第11回小説すばる新人賞受賞。2006年『雲を斬る』で第12回中山義秀文学賞を受賞。

## 著書

### 現代小説
- 走るジイサン（1999年1月 集英社 / 2003年1月 集英社文庫）
- ひらひら（2001年11月 集英社 / 2004年1月 集英社文庫）
- コンビニ・ララバイ（2002年6月 集英社 / 2005年6月 集英社文庫）
- 水の恋（2002年9月 角川書店 / 2005年12月 角川文庫）
- アンクルトムズ・ケビンの幽霊（2003年5月 角川書店）
  - 【改題】国境のハーモニカ（2007年9月 角川文庫）
- 指を切る女（2003年12月 講談社 / 2006年12月 講談社文庫）
- となりの用心棒（2004年9月 角川書店 / 2008年11月 角川文庫）
- ゆらゆら橋から（2004年12月 集英社 / 2008年1月 集英社文庫）
- 殴られ屋の女神（2005年3月 徳間書店 / 2008年9月 徳間文庫）
- でいごの花の下に（2005年8月 集英社 / 2009年6月 集英社文庫）
- ペダルの向こうへ（2006年1月 光文社 / 2009年7月 光文社文庫）
- 少年時代（2006年7月 双葉社 / 2009年5月 双葉文庫）
- 水のなかの螢（2006年12月 集英社 / 2011年4月 集英社文庫）
- そして君の声が響く（2007年8月 集英社文庫）
- 花淫れ（2007年9月 角川書店 / 2012年1月 角川文庫）
- 真夜中の運動会（2008年7月 朝日新聞出版）
- 夢ほりびと（2010年1月 文藝春秋）
- 化石の愛（2010年6月 光文社）
- 漂流家族（2011年3月 双葉社）
- 青い島の教室（2012年7月 潮出版社）
- 向こうがわの蜂（2017年1月 PHP研究所）

#### 珈琲屋の人々シリーズ
- 珈琲屋の人々（2009年1月 双葉社 / 2012年10月 双葉文庫）
- ちっぽけな恋 珈琲屋の人々（2013年5月 双葉社 / 2015年5月 双葉文庫）
- 珈琲屋の人々 宝物を探しに（2015年7月 双葉社 / 2018年6月 双葉文庫）
- 珈琲屋の人々 どん底の女神（2021年1月17日双葉文庫）
- 珈琲屋の人々 心もよう（2022年9月8日双葉文庫）

### 時代小説
- 雲を斬る（2006年3月 講談社 / 2009年11月 講談社文庫）
- 緋色の空（2009年5月 講談社）
- 剣客瓦版つれづれ日誌（2010年10月 講談社）
- 風を断つ（2011年7月 講談社）
- 用心棒日暮し剣―波燃える（2011年10月 角川書店 / 2013年12月 講談社文庫）
- 青葉のごとく 会津純真篇（2013年11月 集英社）
- 北の麦酒ザムライ 日本初に挑戦した薩摩藩士（2018年3月 集英社文庫）

#### 占い屋重四郎シリーズ
- 占い屋重四郎江戸手控え（2009年9月 徳間書店 / 2012年2月 徳間文庫）
- 奇妙な絵柄（2012年2月 徳間書店）

## 映像化作品
- 少年時代（2009年6月21日放送、東海テレビ・フジテレビ系列、「東海テレビ開局50周年記念」番組として放送、小林廉主演）
- 珈琲屋の人々（2014年4月6日 - 5月4日、NHK BSプレミアム、プレミアムドラマ）

## 出演
- 鶴瓶の家族に乾杯（2020年5月18日、NHK） - 岐阜県山県市を笑福亭鶴瓶が散策中に夫人と出会い、自宅の自家製庭園を見学した際に出演[2]